# Ed Rains
Edward Eugene Rains, detto Ed (Ocala, 24 dicembre 1956), è un ex cestista statunitense, professionista nella NBA.

## Carriera
Venne selezionato dai San Antonio Spurs al secondo giro del Draft NBA 1981 (30ª scelta assoluta).